# Justizanstalt Suben

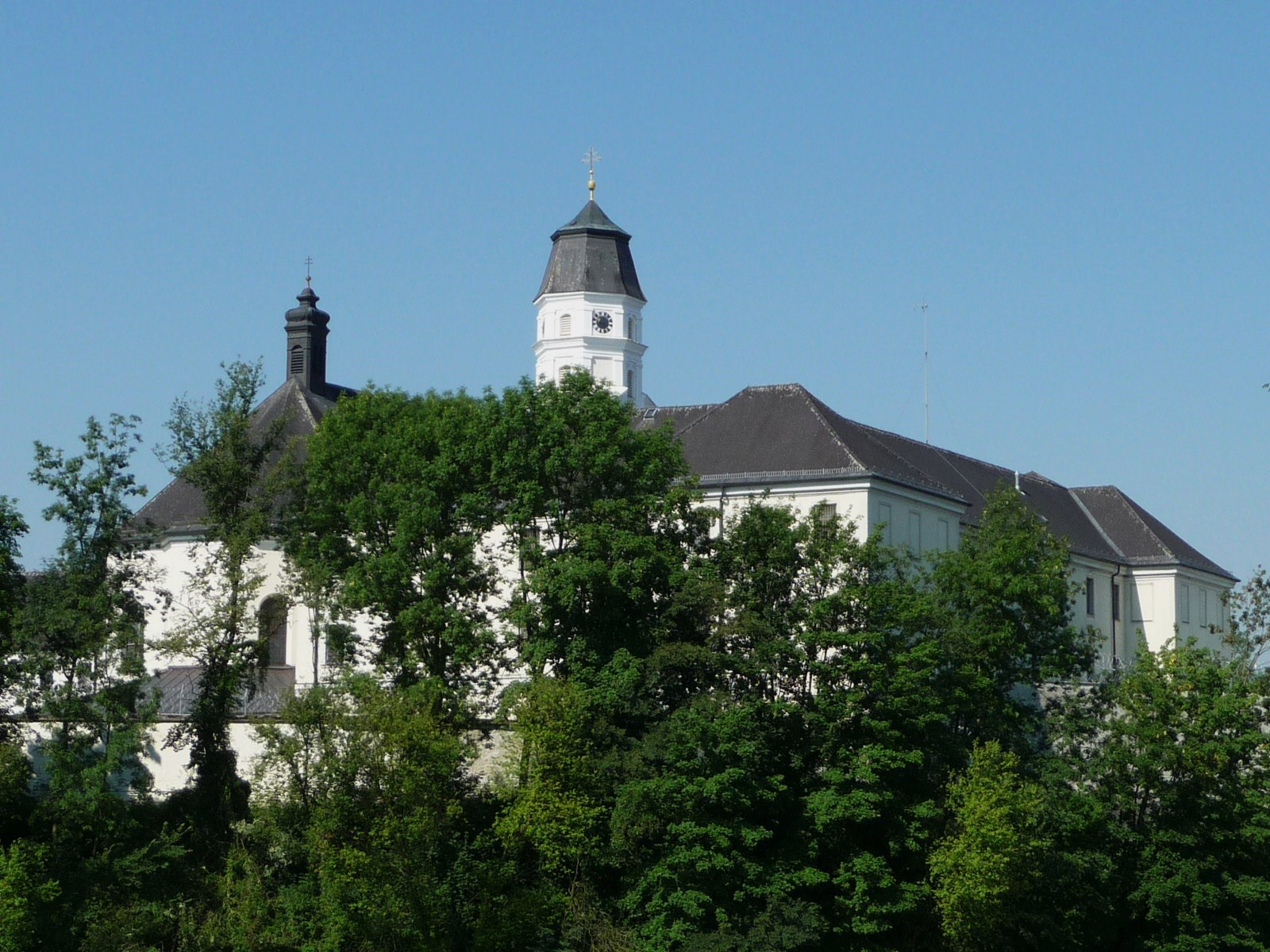
Der markante Turm der ehemaligen Stiftskirche inmitten der Justizanstalt

Die Justizanstalt Suben ist eine Strafvollzugsanstalt im Zentrum der österreichischen Gemeinde Suben im Bundesland Oberösterreich. Sie befindet sich größtenteils in den Gebäuden des ehemaligen Augustiner-Chorherrenstifts Suben, die ehemalige Klosterkirche dient als Pfarrkirche Suben.
Prinzipiell können in der Justizanstalt Suben Straftäter mit einer Gesamtstrafzeit von über 18 Monaten bis lebenslang inhaftiert werden, in der Praxis ist die Anstalt jedoch auf den Vollzug von mittelfristigen Freiheitsstrafen ausgelegt. Auf insgesamt 278 Planhaftplätze kamen zum Stichtag 31. Dezember 2011 267 Strafgefangene. Das entspricht einer Gesamtauslastung der Justizanstalt von 96 %.

## Geschichte

### Suben als Chorherrenstift
Das Stift Suben, in dem sich die Justizanstalt heute befindet, wurde vermutlich im 11. Jahrhundert auf einer vorgermanischen Siedlung errichtet. Jenes zunächst als Burg errichtete Gebäude wurde schon nach kurzer Zeit in ein Kollegialstift umgewandelt, woraufhin ein kirchlicher Reformer namens Altmann das Stift neu gründete. Nach der Neugründung wurde das Stift dem Domkapitel zu Salzburg übergeben, um darin Augustiner-Chorherren ausbilden zu lassen. Die Chorherren erbauten von 1697 bis 1702 den heutigen Konventtrakt. Im Anschluss daran wurde 1766 die ursprünglich romanische Kirche abgebrochen und durch einen Neubau ersetzt, der 1772 eröffnet wurde. Nach der Aufhebung des Klosters im Jahr 1784 unter dem Reformenkaiser Josef II.  wurde die bisherige Klosterkirche zur Pfarrkirche der neugeschaffenen Religionsfondspfarre Suben erklärt. Im Jahr 1809 schenkte Kaiser Napoleon das Stift dem bayrischen Fürsten Carl Philipp von Wrede, welcher es schließlich 1855 um 18.000 Gulden an den Strafhausfonds veräußerte.

### Suben als Gefängnis
Am 26. November 1856 begann schließlich die Ära des Stifts als Strafanstalt, als die Schwestern zum Guten Hirten die Weiberstrafanstalt Suben unter ihre Leitung nahmen. Bereits 1865, kaum zehn Jahre nach ihrer Eröffnung, wurde die Anstalt aufgelöst. Nach umfangreichen Umbauarbeiten unter dem neuen Direktor Carl Santner (1866–1870) zogen am 8. Februar 1867 die ersten männlichen Strafgefangenen in Suben ein. Die Gefangenenpopulation erreichte bereits im September desselben Jahres die 500-Insassen-Marke. Bewacht wurde das Gefängnis zu dieser Zeit noch von der Militärwache. 1932 wurde das Gefängnis in Suben durch einen ministeriellen Erlass in ein Arbeitshaus für Rückfallstäter umgewandelt.

### Das Arbeitshaus Suben in der NS-Zeit
Bis heute im Unklaren liegt die Rolle des Arbeitshauses Suben unter dem NS-Regime. Autoritäten lokaler Geschichtsschreibung wie der Schärdinger Gymnasialdirektor Heinrich Ferihumer und der Subener Gefängnisdirektor Erich Zanzinger verbreiteten das beschönigende Narrativ, in Suben wären nur „kriminelle Rechtsbrecher“ inhaftiert gewesen, das Arbeitshaus Suben hätte somit keinen Anteil am NS-Unrechtsregime gehabt. Nur in Nebensätzen gaben sie zu verstehen, dass es hier auch politische Häftlinge und „zwangsverpflichtete Ausländer“ gab.
In den Höfen des Arbeitshauses Suben gab es spätestens ab 1944 neu errichtete Baracken für 150 inhaftierte Arbeiter. Unter dem Tarnnamen „Firma Ing. Brauch“ stellte man Bauteile für die Messerschmitt AG her, insbesondere Leitungsdrähte, Kabel, Spezialapparate und Armaturen für das Düsenflugzeug Messerschmitt Me 262.
Noch 2018 hieß es auf der staatlichen Seite der Justizanstalt Suben: „1945, nach dem Einmarsch der US-Truppen in Suben, hielten diese die Inhaftierten für politische Gefangene und ließen diese frei. Die Gefangenen rebellierten im Ort, misshandelten das Aufsichtspersonal und es kam sogar zu einem Todesfall unter den Beamten. Erst als die Siegermächte ihren Irrtum erkannten, setzten diese dem Unwesen ein Ende.“
Diese Darstellung, die den US-Truppen eine komplette Fehleinschätzung unterstellt, wurde unter anderem von Roderick Miller kritisiert.

### Moderne Strafanstalt
Im Jahr 1955 wurde eine Generalsanierung der Hafträume und Werkstätten geplant, die schließlich erst 1972 umgesetzt wurde. Mit dem Strafvollzugsanpassungsgesetz aus dem Jahr 1974 wurde die Haftform des Arbeitshauses in Österreich aufgelassen und die Justizanstalt Suben zu einer Strafvollzugsanstalt erklärt. Von 1979 bis 1982 wurde die Sanierung der restlichen Gebäude ausgeführt und 1980 wurde der ehemalige Spitalstrakt durch einen modernen Neubau mit Einzelunterbringungstrakt ersetzt. Im gleichen Zeitraum wurden auch Teile des Verwaltungstraktes renoviert. Im Jahr 2003 wurde die Anstaltsbäckerei an- und umgebaut, zwei Jahre darauf wurde im ehemaligen Pfarrhof ein Freigängerhaus errichtet, welches noch im selben Jahr bezogen wurde. Auch ein Langzeitbesucherraum wurde in der Justizanstalt Suben geschaffen.
Um den Anforderungen eines zeitgemäßen Strafvollzuges auch in Zukunft gerecht zu werden, wird zurzeit der gesamte Konventtrakt modernisiert. Es wird dort künftig ein sogenannter Wohngruppenvollzug eingerichtet.

## Auszeichnungen
Bei der Verleihung des SozialMarie 2008-Preises am 1. Mai desselben Jahres wurde die Justizanstalt Suben für ihr Projekt SBS – Small Business Starter mit dem zweiten Platz bedacht. Das Projekt beinhaltet die Ausbildung und Qualifizierung von schwarzafrikanischen Häftlingen, die nach Verbüßung ihrer Haftstrafe abgeschoben werden sollen. Diesen Strafgefangenen wurde die Möglichkeit geboten, während der Haftzeit einen Handwerksberuf zu erlernen sowie Deutsch- und EDV-Kenntnisse zu erwerben. Mithilfe dieser Qualifikationen soll es ihnen nach der Rückkehr in ihre Heimat möglich sein, dort ein eigenes kleines Unternehmen aufzubauen um so künftig straffrei leben zu können.